# Korrelat (Grammatik)
Der Ausdruck Korrelat (mittellat. correlatio für „Wechselbeziehung“ aus lat. con referre „mit auf etwas beziehen“) hat in der Grammatik verschiedene Bedeutungen, bei denen es sich grob gesagt jedes Mal darum handelt, dass zwei Ausdrücke im Satz in einer wechselweisen Beziehung zueinander stehen.

## Korrelat und Korrelatpronomen
Als Korrelat (gegebenenfalls auch Korrelatpronomen) bezeichnet man zum einen ein Platzhalter-Element, das im Kernbereich eines Satzgefüges den ausgelagerten Nebensatz vertritt. So wird in den folgenden Beispielen ein Nebensatz im Nachfeld des Satzes von einem Pronomen „es“ im Mittelfeld (bzw. im „Hauptsatz“) vorsignalisiert (Korrelat in Fettschrift):
- Otto bereute es nicht, dass er dem Chef die Meinung gesagt hatte.
- Leider gelingt es ihr nur selten, pünktlich zu sein. (Satzwertiger Infinitiv)

Ähnlich wirkt der Fall, wo ein Element im Hauptsatz eine Linksversetzung wieder aufgreift, wie in den folgenden Beispielen das Adverb „dahin“ und das Demonstrativum „das“:
- Wohin du gehst, dahin will auch ich gehen.
- Wieviel der ganze Spaß kostet, das hat mir der Verkäufer nicht gesagt.

Diese Fälle werden in der Dudengrammatik allerdings „nicht (...) ein eigentliches Korrelat“ genannt, da ein solcher Ausdruck eine eigenständig verweisende Funktion bereits aus seiner Wortbedeutung hat statt nur aus der Korrelatkonstruktion (im zweiten Beispiel kann nicht „es“ benutzt werden, und der Nebensatz bräuchte bei Nachstellung auch kein Korrelat).

## Korrelativum
In einer anderen Bedeutung bezeichnet der Ausdruck „Korrelat“ (dann auch: Korrelativum) ein Wort in paarweise vorkommenden Ausdrücken, die in wechselseitiger semantischer oder grammatischer Beziehung stehen:
- wie viel – so viel
- je – desto